# Blastocel

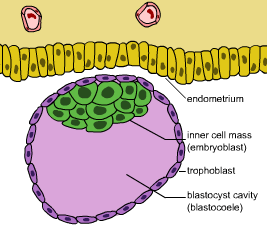
Schemat komórki z zaznaczonym blastocelem

Blastocel, protoceloma, pierwotna jama ciała – szczelinowata jama ciała w zarodku znajdującym się w stadium blastuli. Wypełniona jest płynem wydzielanym przez otaczającą ją, pojedynczą warstwę blastomerów, ograniczona blastodermą. U dwuwarstwowców blastocel jest jedyną jamą ciała.